# Резня в Горайце
Резня в Горайце — массовое убийство украинцев — жителей села Гораец в Польше 6 апреля 1945 года, осуществленное польскими военными. Было убито 174 человека, из них 32 женщины, 35 детей и 19 лиц старше 60 лет..

## Хронология трагедии
- 5 апреля 1945 года в 21:00 Второй Отдельный Операционный батальон Корпуса Внутренней Безопасности Польши совместно с милицией под руководством подполковника Станислава Шопинського[пол.] выступил из казарм в Любачев.
- В 4:50 на следующий день батальон, разделенный на четыре группы, занял боевые позиции. Село Гораец вместе с его приселками было оцеплено.
- В 5:00 начата атака. Сначала село подвергалось артиллерийскому обстрелу, затем атаковано пехотными отделами.
- В 6:10 Гораец был занят. Войска находились в населенном пункте до 10:00, лишая в то время жизни гражданских жителей села. В частности, только на территории одного из хозяйств расстреляно около 60 человек. Здания в Горайце были подожжены, в них заживо сгорели жители, которые там прятались от пыток. Действия войска сопровождала акция польского гражданского населения [2].

Во время акции погибло 174 человека, среди них 32 женщины, 35 детей и 19 человек, возраст которых превышал 60 лет. Самому младшему из убитых было всего 6 недель, старшему - 80 лет.

## Наше время
21 августа 2009 в с. Гораец, Польша, Подкарпатское воеводство (Любачивщины) состоялось открытие и освящение памятника трагически погибшим в 1942—1947 годах украинцам — жителям этого села.
Благоустройство кладбища и возведение памятника в с. Гораец было прописано в Протоколе реализации, в течение 2005—2007 годов, соглашения, между правительствами Украины и Польши о сохранении мест памяти и захоронений жертв войны и политических репрессий от 21 марта 1994 года.
В августе 2009 года было получено разрешение на строительство памятного надгробия погибшим украинцам в с. Гораець. Памятник сооружен за счет объединения украинцев в Польше.